# Vicente Marco Miranda
Vicente Marco Miranda (Castellón de la Plana, España; 20 de marzo de 1880 - Valencia, España; 23 de diciembre de 1946) fue un político español y conocido masón, destacado diputado republicano durante parte de la primera mitad del siglo XX.

## Vida política
Destacado blasquista, desde 1905 formó parte de la redacción de El Pueblo, del que el periodista Félix Azzati lo nombró redactor jefe. Fue concejal y cabeza de la minoría republicana en el Ayuntamiento de Valencia hasta la llegada de la dictadura de Miguel Primo de Rivera. 
Participó activamente en todas las conspiraciones que tuvieron a Valencia como protagonista, sufriendo varios encarcelamientos, actividades que refirió en su libro Las conspiraciones contra la dictadura (1930).
Concurrió a las elecciones municipales de 1931 en Valencia dentro de la lista antidinástica, como candidato del blasquista PURA, por la cual resultó electo en el distrito de Museo; a escasos días de los comicios se había significado a favor de una república parlamentaria, federal («sin más límites en su extensión que los estrictamente necesarios para conservar en el Estado la unidad que nazca del pacto de las regiones») y radical, si acaso para atacar los problemas que consideraba más acuciantes: el desempleo, el latifundismo, la acumulación de capital por las clases políticas, el clericalismo y la reorganización de los institutos armados para afianzar el Estado republicano.  Al proclamarse la República en 1931 fue elegido alcalde provisional de Valencia, pero al poco tiempo fue nombrado gobernador civil de Córdoba.
Reintegrado pronto a la actividad política valenciana, en las elecciones de 1931 y de 1933 por su Partido de Unión Republicana Autonomista (PURA) de Valencia, que en la Cámara se integró en la minoría del Partido Radical que lideraba Alejandro Lerroux. Disconforme con su progresiva derechización, se apartó de éste primero y abandonó luego el PURA para formar, con un grupo de amigos que compartían sus ideas (Julio Just, Faustino Valentín y Vicente Alfaro, entre ellos), Esquerra Valenciana, que se adhirió a la minoría de Izquierda Republicana en las Cortes. Libre de aquellos compromisos, marchó con el primer tren que llegó a Oviedo y pudo recoger datos de la sangrienta represión que siguió al movimiento revolucionario de octubre de 1934, para presentar su denuncia en las Cortes. Como pudo también participar activamente en el Parlamento en la etapa final del descrédito de Lerroux y del PURA. 
En 1935, Marco Miranda había expuesto su condición de pertenecer a la organización internacional de la Francmasonería en el Congreso para oponerse en el debate a la ley que había propuesto el bloque de derecha y extrema derecha para la prohibición de que los masones no formasen parte del Ejército como era habitual.
En las elecciones de febrero de 1936 volvió a ser diputado con su partido Esquerra Valenciana, dentro del Frente Popular. Esta vez para formar parte de la minoría de Esquerra Republicana de Catalunya, con la que se sentía más identificado. De todo ello dejó testimonio en sus memorias, que tituló In illo tempore, libro editado por el Consell Valencià de Cultura en 2005.
Durante la Guerra Civil se mantuvo fiel a la República y al acabar el conflicto se vio obligado a ocultarse, primero en Valencia, luego en Burriana con sus hermanos. Odisea que describió en su libro Cuatro Gatos (Memorias 1939-1942) editado por la Institución Alfons el Magnànim en 2008. Fue condenado a treinta años de reclusión mayor por el Tribunal Especial para la Represión de la Masonería y del Comunismo.
En el verano de 1946 pudo al fin regresar a Valencia, a un chalé en la Malvarrosa, donde permaneció escondido hasta su muerte, el 23 de diciembre del mismo año. Su muerte fue una de las primeras manifestaciones antifranquistas, con una marcha silenciosa desde el Puente de Aragón y con participación de amigos, compañeros de la Federación Universitaria Escolar y represaliados.
Sus restos descansan en el Cementerio Civil de Valencia.

## Obras
- Las conspiraciones contra la Dictadura (Relato de un testigo). Madrid: Zeus, 1936.
- Las conspiraciones contra la Dictadura. (1923-1936). Relato de un testigo. Prólogo de Alfons Cucó. Madrid: Tebas, 1975.
- Memorias de Vicente Marco Miranda. In illo tempore (1942). València: Consell Valencià de Cultura, 2005. Ilustraciones. Col. «Monografies».
- Cuatro gatos (Memorias 1939-1942). «Nota previa sobre mi padre, Vicente Marco Miranda», por Félix Marco Orts; «Prólogo» por Vicent Franch Ferrer. València: Institució Alfons el Magnànim, 2008.